# Ruperto Chapí
Ruperto Chapí Lorente (né le 27 mars 1851 à Villena (Alicante) et mort le 25 mars 1909 à Madrid) est un compositeur espagnol, essentiellement de zarzuelas.

## Biographie
Chapí comme ses frères a commencé à étudier la musique très jeune. son père, Joseph, a été son premier professeur. Il apprend à jouer de la flûte et du cornet à piston. À neuf ans, il joue dans l'orchestre de Villena, sa ville natale.
À douze ans, il compose sa première zarzuela : Star Forest. Ses parents, conscients de ses grandes compétences musicales, l'envoient à Madrid à l'âge de seize ans afin d'élargir ses horizons et de compléter sa formation. Dans cette ville, il entre au Conservatoire avec le professeur Arrieta, qui, en 1872 a y remporté un premier prix  avec son camarade Thomas Breton. Il y étudiera l'harmonie et la composition. Pour couvrir ses dépenses, il donne des cours de cornet dans l'orchestre du cirque-théâtre Price (où a également joué Thomas Breton). Dans ce lieu il produit avec peu de succès sa première zarzuela, Abel et Caïn; puis en 1874 Jephté au Teatro Real. Avec ce projet, il obtient une bourse pour poursuivre des études à Paris puis à Rome.
À Madrid il épouse une Madrilène, Selva Vicenta Alvarez, qui lui donne deux enfants:  Vincent, né le 26 mai 1873 et Joseph, le 25 juillet 1880.
À son retour en Espagne en 1878, il commence sa carrière comme compositeur de zarzuela et obtient de grands succès avec des œuvres comme La Tempête (1882), La Sorcière (1887) et El rey que rabió (1891). Il connaît l'apogée de son succès avec  El tambor de granaderos (Novembre 16, 1896, livret de Emilio Pastor Sanchez) et  La Revoltosa (1897).
Il produit aussi d'autres œuvres considérées mineures : Las bravías (1886), La flor de Lys, El guerrillero, El país del abanico, Ya pican, Los quintos de mi pueblo, Término medio, El domingo gordo, El puñao de rosas (30 octobre 1902)...
D'autres grandes œuvres du genre sont: Les filles de Zébédée (1889), Le Miracle de Notre-Dame (1889), Le duc de Gandia (1894) et Curro Vargas (1898). 
Il ne  compose pas que des zarzulas, mais aussi de la musique de chambre (quatre quatuors), la fantaisie mauresque et le poème symphonique Les gnomes de l'Alhambra.
Les autres zarzuelas sont : La leyenda del monje, Género chico, La cara de Dios, A casarse tocan, Pepe Hillo, ¿Quo Vadis?, Las tentaciones de San Antonio, Roger de la Flor (1878), La serenata (1881)...
Au XXe siècle, il produit quatre œuvres essentielles : La patria chica, La venta de Don Quijote, Circe (1902) et Margarita la Tornera (1909).
On retiendra qu'il a été en 1893 le fondateur de la Société des auteurs et écrivains (SGAE), une organisation visant à réglementer les droits des compositeurs, par exemple, l'enregistrement des œuvres pour éviter le plagiat ou le contrôle représentations ou interprétations d'une œuvre. Il a également été maître de Manuel de Falla.
Ruperto Chapí est mort à Madrid en 1909. Ses restes ont été transférés en 2003 au Panteón de Ilustres du cimetière municipal de Vilena.

## Œuvres
| Année | Œuvre | Type d’œuvre                          | Librettiste                                                                     |
| ----- | --- | ------------------------------------- | ------------------------------------------------------------------------------- |
| 1863  | Estrella del bosque |                                       | -                                                                               |
| 1868  | Doble engaño. | Zarzuela                              | -                                                                               |
| 1871  | Abel y Caín. | Zarzuela                              | Salvador María Granés                                                           |
| 1872  | Vasco Núñez de Balboa. | Zarzuela                              | Marcos Zapata                                                                   |
| 1874  | Las naves de Cortés. | Opéra                                 | Antonio Arnao                                                                   |
| 1876  | Motet a seis voces. | Musique religieuse                    | -                                                                               |
| 1876  | Trío, para violín, cello y piano. | Musique de chambre (trio)             | -                                                                               |
| 1876  | Escenas de capa y espada, poème symphonique. | Musique symphonique                   | -                                                                               |
| 1876  | La muerte de Garcilaso. | Opéra                                 | Antonio Arnao                                                                   |
| 1878  | La hija de Jefté. | Opéra                                 | Antonio Arnao                                                                   |
| 1878  | Roger de Flor. | Opéra (3 actes)                       | Mariano Capdepón                                                                |
| 1879  | Fantasía morisca [A Granada (Andante cantabile) - Meditación (Moderato) - Serenata (Alegro moderato) - Final (Moderato)].                                                               | Orquestal                             | -                                                                               |
| 1879  | Polaca de concierto. | Orquestal                             | -                                                                               |
| 1880  | Sinfonía en Ré mineur. | Orquestal                             | -                                                                               |
| 1880  | Los Ángeles, oratorio. | Musique religieuse (oratorio)         | -                                                                               |
| 1880  | Música clásica. | Zarzuela (1 acte)                     | José Estremera                                                                  |
| 1880  | La calandria. | Zarzuela (1 acte)                     | Miguel Ramos Carrión et Vital Aza                                               |
| 1880  | Adiós Madrid. | Zarzuela                              | -                                                                               |
| 1880  | Madrid y sus afueras. | Zarzuela                              | -                                                                               |
| 1881  | La serenata. | Opéra (1 acte)                        | José Estremera                                                                  |
| 1881  | La serenata. | Opérette (1 acte)                     | José Estremera                                                                  |
| 1881  | Las dos huérfanas. | Zarzuela (3 actes)                    | Mariano Pina Domínguez                                                          |
| 1881  | La calle de Carretas. | Zarzuela                              | -                                                                               |
| 1881  | El hijo de la nieve. | Comédie (3 actes)                     | -                                                                               |
| 1881  | Nada entre dos platos. | Zarzuela (1 acte)                     | José Estremera                                                                  |
| 1882  | La tempestad. | Zarzuela (3 actes)                    | Miguel Ramos Carrión                                                            |
| 1884  | El milagro de la Virgen. | Zarzuela (3 actes)                    | Mariano Pina Domínguez                                                          |
| 1884  | La flor de lis. | Zarzuela (1 acte)                     | José Estremera                                                                  |
| 1885  | Término medio. | Zarzuela (1 acte)                     | Ramón de Marsal                                                                 |
| 1885  | El guerrillero (en collaboration avec Manuel Fernández Caballero et Pascual Emilio Arrieta y Corera).                                                                                   | Zarzuela                              | -                                                                               |
| 1885  | El país del abanico. | Zarzuela (1 acte)                     | Francisco Serrano de la Pedrosa                                                 |
| 1885  | Los quintos de mi pueblo. | Zarzuela                              | -                                                                               |
| 1885  | ¡Ya pican, ya pican! | Zarzuela (1 acte)                     | Enrique Prieto                                                                  |
| 1886  | El domingo gordo ou Las tres damas curiosas. | Zarzuela                              | Ricardo de la Vega                                                              |
| 1887  | El figón de las desdichas. | Zarzuela                              | Adolfo Llanos Alcaraz                                                           |
| 1887  | Juan Matías el barbero. | Zarzuela                              | -                                                                               |
| 1887  | Los lobos marinos. | Zarzuela (1 acte)                     | Miguel Ramos Carrión et Vital Aza                                               |
| 1887  | La bruja. | Zarzuela (3 actes)                    | Miguel Ramos Carrión et Vital Aza                                               |
| 1887  | El fantasma de los aires. | Zarzuela (2 actes)                    | Andrés Ruesga, Salvador Lastra et Enrique Prieto                                |
| 1888  | Ortografía. | Zarzuela (1 acte)                     | Carlos Arniches et Gonzalo Cantó                                                |
| 1889  | La flor del trigo. | Zarzuela (1 acte)                     | José Estremera                                                                  |
| 1889  | Las hijas del Zebedeo. | Zarzuela (2 actes)                    | José Estremera                                                                  |
| 1889  | El cocodrilo. | Zarzuela                              | selon Fiodor Dostoïevski                                                        |
| 1889  | A casarse tocan ou La misa á grande orquesta. | Zarzuela (1 acte)                     | Ricardo de la Vega                                                              |
| 1889  | El país de los insectos. | Zarzuela (1 acte)                     | Enrique Fernández Campano                                                       |
| 1890  | Los alojados. | Zarzuela (1 acte)                     | Emilio Sánchez Pastor                                                           |
| 1890  | La leyenda del monje. | Zarzuela (1 acte)                     | Carlos Arniches et Gonzalo Cantó                                                |
| 1890  | Las doce y media y sereno. | Zarzuela (1 acte)                     | Fernando Manzano                                                                |
| 1890  | Las tentaciones de San Antonio. | Zarzuela (3 actes)                    | Andrés Ruesga et Enrique Prieto                                                 |
| 1890  | Nocturno. | Zarzuela (1 acte)                     | Enrique Fernández Campano                                                       |
| 1890  | Los nuestros. | Zarzuela (1 acte)                     | José Estremera                                                                  |
| 1890  | Pan de flor. | Zarzuela (1 acte)                     | Ricardo Monasterio et Celso Lucio                                               |
| 1890  | Todo por ella. | Zarzuela                              | -                                                                               |
| 1890  | Para hombres solos. | Zarzuela (1 acte)                     | Enrique Fernández Campano                                                       |
| 1891  | Los gnomos de la Alhambra [La ronda de los gnomos (Alegretto) - Conjuro. Séquito de Titania y Oberón (Andante maestoso) - La fiesta de los espíritus. La aurora (Alegro molto vivace)]. | Musique orchestrale                   | -                                                                               |
| 1891  | El rey que rabió. | Zarzuela (3 actes)                    | Miguel Ramos Carrión et Vital Aza                                               |
| 1891  | El mismo demonio. | Zarzuela (2 actes)                    | Fernando Manzano                                                                |
| 1892  | El organista. | Zarzuela (1 acte)                     | José Estremera                                                                  |
| 1892  | Los calaveras. | Zarzuela                              | -                                                                               |
| 1892  | Las campanadas. | Zarzuela (1 acte)                     | Carlos Arniches et Gonzalo Cantó                                                |
| 1892  | La czarina. | Zarzuela (1 acte)                     | José Estremera                                                                  |
| 1892  | La raposa. | Zarzuela (1 acte)                     | Ricardo Monasterio                                                              |
| 1893  | Los mostenses. | Zarzuela (3 actes)                    | Gonzalo Cantó, Carlos Arniches et Celso Lucio                                   |
| 1893  | Vía libre. | Zarzuela (3 actes)                    | Carlos Arniches et Celso Lucio                                                  |
| 1893  | El reclamo. | Zarzuela (1 acte)                     | Carlos Arniches et Celso Lucio                                                  |
| 1894  | El tambor de granaderos. | Zarzuela (1 acte)                     | Emilio Sánchez Pastor                                                           |
| 1894  | El duque de Gandia (en collaboration avec Antonio Llanos). | Zarzuela (3 actes)                    | Joaquín Dicenta                                                                 |
| 1894  | El moro Muza. | Zarzuela (1 acte)                     | Federico Jaques                                                                 |
| 1895  | Mujer y reina. | Zarzuela (3 actes)                    | Mariano Pina Domínguez                                                          |
| 1895  | El cura del regimiento. | Zarzuela (1 acte)                     | Emilio Sánchez Pastor                                                           |
| 1895  | El señor corregidor. | Zarzuela (1 acte)                     | Fiacro Yrayzoz                                                                  |
| 1896  | Las bravías, sur La Mégère apprivoisée de William Shakespeare). | Zarzuela (1 acte)                     | José López Silva et Carlos Fernández Shaw, se basant sur l’œuvre de Shakespeare |
| 1896  | El bajo de arriba. | Zarzuela (1 acte)                     | Emilio Sánchez Pastor                                                           |
| 1896  | Los golfos. | Zarzuela                              | Emilio Sánchez Pastor                                                           |
| 1896  | Los guerrilleros. | Zarzuela (1 acte)                     | Enrique Prieto                                                                  |
| 1896  | Las Peluconas. | Zarzuela                              | -                                                                               |
| 1896  | Viva el Rey. | Zarzuela (1 acte)                     | Emilio Sánchez Pastor et Robert Planquette                                      |
| 1896  | El Cortejo de la Irene. | Zarzuela (1 acte)                     | Carlos Fernández Shaw                                                           |
| 1897  | La Revoltosa. (saynète lyrique en un acte et trois tableaux) (25 de noviembre de 1897)                                                                                                  | Zarzuela (1 acte)                     | José López Silva et Carlos Fernández Shaw                                       |
| 1897  | Los Charlatanes. | Zarzuela (1 acte)                     | Calixto Navarro et Federico Castellón                                           |
| 1897  | La niña del estanquero. | Zarzuela (1 acte)                     | Tomas Luceño                                                                    |
| 1897  | El Sí natural. | Zarzuela (1 acte)                     | José Jackson Veyán                                                              |
| 1897  | La piel del diablo. | Opérette (1 acte)                     | Federico Jaques                                                                 |
| 1898  | Los hijos del batallón. | Zarzuela (3 actes)                    | Carlos Fernández Shaw                                                           |
| 1898  | Pepe Gallardo. | Zarzuela (1 acte)                     | Guillermo Perrín et Miguel de Palacios                                          |
| 1898  | La chavala. | Zarzuela (1 acte)                     | José López Silva et Carlos Fernández Shaw                                       |
| 1898  | Curro Vargas (sur le roman El niño de la bola de Pedro Antonio de Alarcón). | Zarzuela (3 actes)                    | Joaquín Dicenta et Antonio Paso                                                 |
| 1898  | El beso de la duquesa. | Zarzuela (1 acte)                     | Sinesio Delgado                                                                 |
| 1898  | El hijo del batallón. | Zarzuela (3 actes)                    | Carlos Fernández Shaw                                                           |
| 1899  | La cara de Dios. | Zarzuela (3 actes)                    | Carlos Arniches                                                                 |
| 1899  | El baile del casino. | Zarzuela                              | -                                                                               |
| 1899  | Los buenos mozos. | Zarzuela (1 acte)                     | José López Silva et Carlos Fernández Shaw                                       |
| 1899  | El fonógrafo ambulante. | Zarzuela (1 acte)                     | Juan González                                                                   |
| 1899  | Señá Frasquita. | Zarzuela (1 acte)                     | Guillermo Perrín et Miguel de Palacios                                          |
| 1900  | La cortijera. | Zarzuela (3 actes)                    | Joaquín Dicenta et Antonio Paso                                                 |
| 1900  | Al galope de los siglos. | Zarzuela (1 acte)                     | Sinesio Delgado                                                                 |
| 1900  | El barquillero. | Zarzuela (1 acte)                     | José López Silva et José Jackson Veyán                                          |
| 1900  | Aprieta constipado (en collaboration avec Arturo Saco del Valle). | Zarzuela (1 acte)                     |                                                                                 |
| 1900  | El gatito negro. | Zarzuela (1 acte)                     | José López Silva y Carlos Fernández Shaw                                        |
| 1900  | María de los Ángeles. | Zarzuela (1 acte)                     | Carlos Arniches et Celso Lucio                                                  |
| 1900  | El estreno. | Zarzuela (1 acte)                     | Serafín Álvarez Quintero et Joaquín Álvarez Quintero                            |
| 1901  | Quo Vadis. | Zarzuela (1 acte)                     | Sinesio Delgado                                                                 |
| 1901  | Blasones y talegas. | Zarzuela (2 actes)                    | Eusebio Sierra d’après le roman de José María de Pereda                         |
| 1902  | El puñao de rosas. | Zarzuela (1 acte)                     | Carlos Arniches y Ramón Asensio Mas                                             |
| 1902  | Don Juan de Austria. | Zarzuela (3 actes)                    | José Jurado de la Parra et Carlos Servet y Fortuny                              |
| 1902  | La venta de Don Quijote. | Zarzuela (1 acte)                     | Carlos Fernández Shaw                                                           |
| 1902  | Abanicos y panderetas o ¡A Sevilla en el botijo!. | Zarzuela (3 actes)                    | Serafín Álvarez Quintero et Joaquín Álvarez Quintero                            |
| 1902  | El sombreo de plumas. | Zarzuela (1 acte)                     | Miguel Echegaray                                                                |
| 1902  | El tío Juan (en collaboration avec Enrique Morera). | Zarzuela                              | -                                                                               |
| 1902  | Cuadros vivos. | Zarzuela (1 acte)                     | Guillermo Perrín et Miguel de Palacios                                          |
| 1902  | Circe. | Opéra (3 actes)                       | Miguel Ramos Carrión                                                            |
| 1903  | La chica del maestro. | Zarzuela (1 acte)                     | José López Silva et José Jacson Veyán                                           |
| 1903  | La cruz del abuelo. | Zarzuela                              | -                                                                               |
| 1903  | El rey mago. | Zarzuela (1 acte)                     | Sinesio Delgado                                                                 |
| 1903  | Man'zelle Margot (en collaboration avec Joaquín "Quinito" Valverde). | Zarzuela                              | -                                                                               |
| 1903  | Quatuor à cordes nº 1, en Sol majeur. | Musique de chambre (quatuor à cordes) | -                                                                               |
| 1904  | Quatuor à cordes nº 2 en Fa majeur. | Musique de chambre (quatuor à cordes) | -                                                                               |
| 1904  | Juan Francisco. | Zarzuela (3 actes)                    | Joaquín Dicenta                                                                 |
| 1904  | La cuna. | Zarzuela (1 acte)                     | Guillermo Perrín                                                                |
| 1904  | La polka de los pájaros. | Zarzuela                              | -                                                                               |
| 1904  | La puñalada. | Zarzuela (prologue et 4 scènes)       | Carlos Fernández Shaw                                                           |
| 1904  | La tragedia de Pierrot. | Zarzuela (1 acte)                     | Ramón Asensio Más et José Juan Cadenas                                          |
| 1905  | Guardia de honor. | Zarzuela (1 acte)                     | Eugenio Sellés                                                                  |
| 1905  | La sobresalienta. | Zarzuela (1 acte)                     | Jacinto Benavente                                                               |
| 1905  | ¡Angelitos al cielo!. | Zarzuela (1 acte)                     | Alberto Casañal Shakery                                                         |
| 1905  | Las calabazas. | Zarzuela                              | Antonio Ramos Martín                                                            |
| 1905  | El cisne de Lohengrin. | Zarzuela (1 acte)                     | Miguel Echegaray                                                                |
| 1905  | Miss Full. | Zarzuela (1 acte)                     | Antonio Viérgol                                                                 |
| 1905  | La leyenda dorada. | Zarzuela (1 acte)                     | Sinesio Delgado                                                                 |
| 1905  | La peseta enferma. | Zarzuela (1 acte)                     | José Pontes et Fernando Pontes                                                  |
| 1905  | La reina. | Zarzuela (1 acte)                     | Guillermo Perrín et Miguel de Palacios                                          |
| 1905  | El seductor. | Zarzuela (1 acte)                     | Antonio Domínguez                                                               |
| 1905  | Quatuor à cordes nº 3 en Re mayor. | Musique de chambre (quatuor à cordes) | -                                                                               |
| 1905  | El amor en solfa, seconde partie de El amor en el teatro, caprice littéraire, 4 scènes et prologue (en collaboration avec José Serrano Simeón.                                          | Opéra                                 | Serafín Álvarez Quintero et Joaquín Álvarez Quintero                            |
| 1906  | La pesadilla. | Opérette (1 acte)                     | Luciano Boada y Manuel de Castro Tiedra                                         |
| 1906  | El alma del pueblo. | Zarzuela (1 acte)                     | José López Silva et Carlos Fernández Shaw                                       |
| 1906  | El triunfo de Venus. | Zarzuela (1 acte)                     | Pedro Muñoz Seca et Carlos Fernández Shaw                                       |
| 1906  | Los contrahechos. | Zarzuela (1 acte)                     | Antonio M. Viérgol                                                              |
| 1906  | El maldito dinero. | Zarzuela (1 acte)                     | Carlos Arniches et Carlos Fernández Shaw                                        |
| 1906  | El rey del petróleo. | Zarzuela (1 acte)                     | Guillermo Perrín et Miguel de Palacios                                          |
| 1906  | La fragua de Vulcano. | Zarzuela (1 acte)                     | Manuel Linares Rivas                                                            |
| 1907  | La patria chica. | Zarzuela (1 acte)                     | Serafín Álvarez Quintero et Joaquín Álvarez Quintero                            |
| 1907  | Los bárbaros del Norte (en collaboration avec Joaquín Valverde Durán et Joaquín "Quinito" Valverde (fils).                                                                              | Zarzuela (1 acte)                     | Sinesio Delgado                                                                 |
| 1907  | Ninón. | Zarzuela (1 acte)                     | Manuel Fernández de la Puente y Carlos Allen-Perkins                            |
| 1907  | La Puerta del Sol. | Zarzuela (1 acte)                     | Celso Lucio et Manuel Fernández Palomero                                        |
| 1907  | Los veteranos. | Zarzuela (1 acte)                     | Manuel de Labra                                                                 |
| 1907  | El príncipe Kuroki. | Zarzuela (1 acte)                     | Fernando Gillis                                                                 |
| 1907  | Quatuor à cordes nº 4 en Si bémol mineur. | Musique de chambre (quatuor à cordes) | -                                                                               |
| 1908  | La eterna revista (en collaboration avec Jerónimo Giménez y Bellido. | Zarzuela (1 acte)                     | Ramón Asensio Mas et Jacinto Capella                                            |
| 1908  | Aquí hase farta un hombre. | Zarzuela (1 acte)                     | Jorge de la Cueva et José de la Cueva                                           |
| 1908  | La carabina de Ambrosio. | Zarzuela                              | Vicente Castro Les                                                              |
| 1908  | La dama roja. | Zarzuela (1 acte)                     | Juan Bautista Pont et Antonio Sotillo                                           |
| 1908  | El diablo con faldas. | Zarzuela (1 acte)                     | Sinesio Delgado                                                                 |
| 1908  | Las mil maravillas. | Zarzuela (4 actes et prologue)        | Serafín Álvarez Quintero et Joaquín Álvarez Quintero                            |
| 1908  | El merendero de la alegría ou Sábado blanco. | Zarzuela                              | Antonio Casero et Alejandro Larrubiera                                          |
| 1908  | Entre rocas. | Zarzuela (1 acte)                     | Joaquín Dicenta                                                                 |
| 1909  | Donde hay faldas hay jaleo. | Zarzuela                              | Antonio Casero et Alejandro Larrubiera y Crespo                                 |
| 1909  | El pino del norte. | Zarzuela (1 acte)                     | Vicente Casanova                                                                |
| 1909  | Los majos de plante. | Zarzuela (1 acte)                     | Joaquín Dicenta et Pedro de Répide                                              |
| 1909  | Margarita la Tornera, basé sur la légende de José Zorrilla. | Opéra (3 actes)                       | Carlos Fernández Shaw                                                           |
| -     | Clavito. | Zarzuela (1 acte)                     | Manuel Linares Rivas                                                            |
| -     | Diversiones infantiles (en collaboration avec Tomás Bretón Hernández, Jerónimo Giménez y Bellido).                                                                                      | Zarzuela                              | Antonio R. López del Arco                                                       |
| -     | El dúo de la africana. | Zarzuela                              | Manuel Fernández Caballero                                                      |
| -     | La joroba. | Zarzuela (1 acte)                     | Miguel Ramos Carrión et Antonio Ramos Martín                                    |
| -     | La magia de la vida. | Zarzuela (1 acte)                     | Manuel Linares Rivas                                                            |
| -     | Carceleras de «Las hijas del Zebedeo» | Musique orchestrale (harmonie)        | -                                                                               |
| -     | Fantasía «La revoltosa»" | Musique orchestrale (harmonie)        | -                                                                               |
| -     | Preludio «El tambor de granaderos». | Musique orchestrale (harmonie)        | -                                                                               |
| -     | Preludio y selección «La bruja». | Musique orchestrale (harmonie)        | -                                                                               |
| -     | Fantasía «El rey que rabió». | Musique orchestrale (harmonie)        | -                                                                               |
| -     | Fantasía «La corte de Granada». | Musique orchestrale (harmonie)        | -                                                                               |
| -     | Selección de «La corte de Granada» [1. Introducción y marcha al torneo. - 2. Meditación. - 3. Serenata. - 4. Final].                                                                    | Musique orchestrale (harmonie)        | -                                                                               |
| -     | Selección de «La patria chica». | Musique orchestrale (harmonie)        | -                                                                               |

## Discographie
DISCOGRAPHIE au 26/07/2023

### Musique de chambre
- Les 4 Quatuors à cordes : Cuarteto Latinoamericano, enregistré en 2014 & 2017, distribué par Sono Luminus

### Musique Symphonique
- Fantaisie Mauresque + Les Gnomes de l’Alhambra : Orchestre de la Ville de Grenade, dirigé par Juan de Udaeta, enregistré en 1992, distribué par Almaviva (compléments : œuvres de BRETON, CARRERAS, MONASTERIO)
- Les Gnomes de l’Alhambra : Orchestre Symphonique de la Radio-Télévision Espagnole, dirigé par Enrique Garcia Asensio, enregistré en 1999, distribué par RTVE Musica (compléments : œuvres de BARRIOS, CONRADO DEL CAMPO, MONTSALVATGE)
- Symphonie en ré mineur + Ouverture de l’opéra « Roger de Flor » + Scherzo « Don Quijote contra las ovejas » : Orchestre Academia del Gran Teatre del Liceu, dirigé par Guerassim Voronkov, enregistré en ?, distribué par Columna Musica
- Symphonie en ré mineur + Fantaisie Mauresque : Orchestre de la Communauté de Madrid, dirigé par José Ramon Encinar, enregistré en 2007, distribué par Naxos

### Extraits de Zarzuelas
- Extraits des zarzuelas « La Revoltosa », « El Tambor de Granaderos » : Solistes, Chœurs et Orchestre de la Radio Télévision Espagnole, dirigés par Igor Markevitch, enregistré en 1967, distribué par Philips « Antologia de la Zarzuela »
- Extraits des zarzuelas « La Bruja », « Las Bravias », « Los Barquilleros », « La Chavala », « Las Hijas del Zebedeo », « Patria Chica » : Teresa Berganza, José Carreras, English Chamber Orchestra, dirigés par Antoni Ros-Marba & Enrique Garcia Asensio, enregistré en 1975/77, distribué par Brilliant (compléments : divers zarzuélistes)
- El Tambor de Granaderos : prélude + El Rey que rabio : chœur des médecins : Chœurs et orchestre de la Communauté de Madrid, dirigés par Miguel Roa, enregistré en 1999, distribué par Naxos (compléments : divers zarzuélistes)
- La Revoltosa : prélude : Orchestre national d’Espagne, dirigé par Ataulfo Argenta, enregistré entre 1953/56, distribué par Medici Arts (compléments : œuvres d’ALBENIZ, CHUECA, FALLA, GRANADOS, GURIDI…)

### Zarzuelas
- Musica Clasica (1880) + El Punao de Rosas (1902) : Solistes, Chœurs et Orchestre de Madrid, dirigés par Ataulfo Argenta, enregistré avant 1957, distribué par Novoson
- La Tempestad (1882) : Rosado, Lorengar, Ausensi… chœurs et Orchestre de Madrid, dirigés par Ataulfo Argenta, enregistré avant 1957, distribué par Novoson
- La Bruja (1887) : Berganza, Cava, Kraus… chœurs et Orchestre de Madrid, dirigés par Benito Lauret, enregistré dans les années 1950, distribué par Novoson
- La Bruja (1887) : Herrera, Bros, Cordon, Morales… chœurs de l’Association des Amis du Théâtre de la Maestranza et Orchestre Symphonique Royal de Séville, dirigés par Miguel Roa, enregistré en 2009, distribué par Deutsche Grammophon
- El Rey que rabio (1891) : Lorengar, Rosado, Ausensi, Munguia… chœurs et Orchestre de Madrid, dirigés par Ataulfo Argenta, enregistré avant 1957, distribué par Novoson
- El Tambor de Granaderos (1894) : Berganza, Rosado… chœurs et Orchestre de Madrid, dirigés par Ataulfo Argenta, enregistré avant 1957, distribué par Alhambra (complément : Jacinto GUERRERO : La Alsaciana)
- La Revoltosa (1897) : Iriarte, Ausensi… chœurs et Orchestre de Madrid, dirigés par Ataulfo Argenta, enregistré avant 1957, distribué par RCA
- La Patria Chica (1907) : Iriarte, Ausensi… chœurs et Orchestre de Madrid, dirigés par Ataulfo Argenta, enregistré avant 1957, distribué par Novoson (complément : Pablo LUNA : La Chula de Pontevedra)
- Margarita la Tornera, légende lyrique (1909) : Domingo, Matos… chœurs et Orchestre de Madrid, dirigés par Garcia Navarro, enregistré en 1999, distribué par RTVE